# Michael Barrantes
Michael Barrantes Rojas, conhecido apenas por Michael Barrantes (San José, 4 de outubro de 1983), é um futebolista costa-riquenho que atua como meia. Atualmente, joga pelo Shanghai Shenxin.